# HV Большой Медведицы
HV Большой Медведицы (лат. HV Ursae Majoris), HD 103576 — одиночная переменная звезда в созвездии Большой Медведицы на расстоянии приблизительно 826 световых лет (около 253 парсеков) от Солнца. Видимая звёздная величина звезды — от +8,89m до +8,6m.

## Характеристики
HV Большой Медведицы — белая пульсирующая переменная звезда типа RR Лиры (RRC) спектрального класса A3.